# 葛蘭特·格林
葛蘭特·格林（Grant Green，1935年6月6日—1979年1月31日，曾有消息錯誤地給出他的出生年份為1931年），美國的爵士吉他演奏家、作曲家。
在其整個職業生涯中，格林演奏過精純咆勃（Hard Bop）、靈魂爵士樂（Soul Jazz）、比波普爵士樂（Bebop）和富有拉丁韻味的風格樂曲，而專輯的產量亦相當豐富。格林主要活躍於藍調之音唱片公司（Blue Note Records）。作為樂團領導或演奏者。評論家Michael Erlewine和Ron Wynn寫道，“他是一個於在生時被嚴重低估的演奏者，葛蘭特•格林是當代其中一位偉大的爵士吉他無名英雄……相比其他任何吉他手，格林的演奏是可以立即辨認出來的。” 評論家大衛·亨特（Dave Hunter）形容他的聲音是“輕盈、寬鬆、帶點藍調，並充滿跳躍感”。他常於以一個風琴手和一個鼓手的風琴三重奏（Organ trio）演奏 。
除了吉他手查理·克裡斯蒂安（Charlie Christian），對格林影響最大的人還有一些薩克斯管演奏者，尤其是查理·帕克（Charlie Parker），因此他的方法是用幾乎完全直線的而不是和弦。從他的早期演奏節奏藍調作品可以看出，格林的演奏朴素而簡單，傾向於避免使用半音階，儘管在他事業鼎盛的時候，他實現了波普和這種風格的合成，然而他實際上是一個藍調吉他手，在他后來的事業裡他幾乎完全回到了這種風格。

## 傳記
格林出生在密蘇裡州的聖路易斯，12歲就表現出專業才能。受查理•克裡斯蒂安、查理•帕克、萊斯特•揚、和吉米•雷尼的影響，格林在轉為爵士樂手之前，主要是演奏布基伍基([boogie-woogie])的樂曲。他於聖路易斯市首次錄音，跟次中音薩克斯管演奏者吉米•弗瑞斯特一起，為聯合唱片公司（[United Records]）工作。該錄音的樂隊鼓手是艾文•瓊斯，他於往後日子更成為約翰·柯川([John Coltrane])的節奏骨幹。葛蘭特與艾文於1960年代初期再次合作灌錄唱片。之后，盧•唐納森([Lou Donaldson])在聖路易斯發現了在酒吧裡演奏的葛蘭特。在與唐納森一起巡回演出之后，葛蘭特在1959年至1960年左右到了紐約。
盧•唐納森將葛蘭特介紹給阿爾弗雷德•萊昂([Alfred Lion])的藍調之音唱片公司([Blue Note Records])。萊昂對葛蘭特留下深刻的印象，他沒有讓格蘭以藍調之音唱片公司的一貫做法對葛蘭特作為一個伴奏者來作測試，而是直接安排他作為一個團隊的團長。然而，由於對格林缺乏信心，該次錄音於2001年才發布，名為([First Session])。
儘管首次擔任團長所演奏的錄音被擱置，然而除了少數例外，格林與藍調之音的錄音一直保持合作關係。從1961年到1965年，葛蘭特更經常出現於藍調之音的製作名單中，無論作為領導者或伴奏者，都比任何的同期樂手多。葛蘭特作為團長首次發行的專輯是Grant's First Stand。同年還發布了Green Street和Grantstand。1962年Down Beat的評論家投選中，葛蘭特被選為最佳新星。他亦經常為藍調之音的其他重要音樂家作結他伴奏，包括薩克斯手漢克•莫布利、艾克•魁北克、斯坦利•圖倫丁和風琴手賴瑞·楊等。
Sunday Mornin'，The Latin Bit和Feelin' the Spirit都是輕鬆的概念專輯，每一個都有音樂主題或風格，分別為福音、拉丁、聖歌。在此期間葛蘭特藝術成功為他獲得了很多商業會談機會。而Idle Moments (1963)和Solid (1964)被認為是葛蘭特兩張最佳作品。
葛蘭特的許多錄音在他的生前並沒有發布。當中包括McCoy Tyner和Elvin Jones（為Solid的部份班底）在Matador的演奏，還有幾個和鋼琴家桑尼•克拉克([Sonny Clark])合作的幾張專輯。1966年葛蘭特離開藍調之音，曾為幾間唱片公司錄音，當中包括VerveVerve。從1967年到1969年，很多時候葛蘭特都不大活躍，包括個人問題和海洛因成癮([Drug addition|heroin addiction])的影響。1969年葛蘭特回歸，帶領了一支新受放克([Funk])薰染的樂隊。從這段時期的作品包括商業上取得成功的Green is Beautiful 和電影The Final Comedown的配樂。
葛蘭特於1974年再次離開藍調之音，隨后的錄音在其它公司制作，並被受不同的評價：部分認為格林是“迷幻爵士樂之父”（他的后期錄音被藝術家作為樣本，包括US3，A Tribe Called Quest和Public Enemy），而部分無視該段時候的唱片（再版制片人Michael Cuscuna在專輯Matador的唱片套上的介紹中寫道：“在1970年代，格林做了一些相當差勁的唱片”）。
1978年葛蘭特大部分時間都在醫院，儘管如此，他還是不顧醫生的建議回去賺錢，並灌錄了他最後的一張唱片Easy。同年秋天，輕微的中風令葛蘭特的左邊身體短暫性癱瘓。醫生於他心臟附近發現一血塊並要求他做三重搭橋手術，但葛蘭特不但拒絕，更駕車往加利福尼亞州參與演奏會。當經過長途駕車並返回紐約時，於1979年1月31日，葛蘭特於送往哈林醫院([Harlem Hospital Center|Harlem Hospital])途中逝世。其後他被葬在他的家鄉密蘇裡州聖路易斯的格林伍德公墓，生前總共有六個孩子。格林逝世后，他的名聲大漲，許多早期 (后波普/主流爵士樂和靈魂爵士樂)和后期(時髦/舞池爵士樂) 的作品被精選出來並保存了下來。

## 樂器使用
格林早期使用吉布森ES-330([Gibson ES-330])，之後使用配上吉布森馬克卡迪拾音器的吉布森L-7，依普風Emperor（相同的拾音器），最后一個定制的D'Aquisto([D'Aquisto])。據吉他手喬治•本森 葛蘭特把結他擴音器的低音和高音設定調整至最低值，並最大化中音來達到他要的聲音。這樣他才能夠得到強音有力而有咬勁的簽名音調。

## 作品目录

### 作為主演
藍調之音
| 制作時間 | 唱片名/歌曲名         | 發行時間 |
| -------- | --------------------- | -------- |
| 1960-61  | 第一季                | 2001     |
| 1961     | 葛蘭特的第一站        | 1961     |
| 1961     | 格林大街              | 1961     |
| 1961     | 周日早上              | 1961     |
| 1961     | Grantstand            | 1961     |
| 1961     | 回憶                  | 1980     |
| 1961     | 古登的角落            | 1980     |
| 1962     | 尼日利亞              | 1980     |
| 1962     | 奶油                  | 1980     |
| 1962     | 生而為藍              | 1985     |
| 1962     | 拉丁比特              | 1962     |
| 1962     | 向西                  | 1969     |
| 1962     | 感受靈魂              | 1963     |
| 1963     | 給洛的藍調            | 1999     |
| 1963     | 藍色的我憂郁嗎        | 1963     |
| 1963     | 忙裡偷閑              | 1964     |
| 1964     | 斗牛士                | 1979     |
| 1964     | 立方體                | 1979     |
| 1964     | Talkin' About!        | 1964     |
| 1964     | 夢想大街              | 1964     |
| 1965     | 我想握住你的手        | 1965     |
| 1969     | 繼承                  | 1969     |
| 1970     | 漂亮的格林            | 1970     |
| 1970     | 活著!                 | 1970     |
| 1971     | 住在莫桑比克俱樂部    | 2006     |
| 1971     | 幻覺                  | 1971     |
| 1971     | 格林的陰影            | 1971     |
| 1971     | 最后的衰落 (影視原聲) | 1972     |
| 1972     | 住在燈塔上            | 1972     |

其他公司
| 制作時間 | 唱片名/歌曲名 | 標注                      | 發行時間 | 備注 |
| -------- | ------------- | ------------------------- | -------- | --- |
| 1961     | 美麗人生      | 黑獅（Black Lion ）出版   | 1989     | 戴夫·貝利五重奏, 美麗人生 (戴夫·貝利專輯)\|美麗人生 (爵士時間 JT-003)。1973年作為Grant Green再次發行, Green Blues (出版者：Muse Records-MR 5014) 1973. 1989 作為Grant Green再次發行, 美麗人生 (出版者：Black Lion Records-BLCD760129). |
| 1965     | 陛下恐慌了    | 神韻（Verve）出版         | 1965     | |
| 1967     | 鋼鐵城市      | 鵝卵石（Cobblestone）出版 | 1972     | |
| 1976     | 魅力          | 捻角羚（Kudu）出版        | 1976     | |
| 1978     | 簡答          | 全能（versatile）         | 1978     | |

### 作为伴奏
1959年
- Jimmy Forrest – 所有的杜松子酒喝完后  （Delmark）
- Jimmy Forrest – 黑森林  （Delmark）

1960年
- Sam Lazar – 太空飞行  （Argo）
- Willie Dixon – 蓝调根系列, Vol. 12  （Chess）

1961年
- Lou Donaldson – Here 'Tis  （蓝调之音）
- Baby Face Willette – 面对面 （娃娃脸魏勒唱片）  （蓝调之音）
- Baby Face Willette – 停下脚步聆听  （蓝调之音）
- Brother Jack McDuff – 蜜汁乐音（唱片集）  （声誉）
- Stanley Turrentine – Up at "Minton's" （蓝调之音）
- Dave Bailey （musician）|Dave Bailey – 美丽人生（戴夫•贝利）  （爵士时间）
- Hank Mobley – 考验 （蓝调之音）
- Horace Parlan – Up & Down （album）|Up & Down  （蓝调之音）
- Brother Jack McDuff – 跳动的节拍（杰克 马歇尔）|跳动的节拍  （声誉）
- Brother Jack McDuff – 晚安,该走了  （声誉）
- Stanley Turrentine – 详细的蓝调  （蓝调之音）
- Lou Donaldson – 吹号角的男人  （蓝调之音）
- Sonny Red – 模式  （爵士园）
- Sonny Red –  图像（索尼红） （爵士园）
- Ike Quebec – Blue & Sentimental （蓝调之音）

1962年
- Joe Carroll – 快乐的男人声音  （查理帕克）
- Dodo Greene – 我一小时的需要  （蓝调之音）
- Don Wilkerson – 老唐  （蓝调之音）
- Lou Donaldson – 自然的灵魂  （蓝调之音）
- Don Wilkerson – Preach Brother!  （蓝调之音）

1963年
- Lou Donaldson – 好亲切!  （蓝调之音）
- Jimmy Smith （musician）|Jimmy Smith – 我在继续前进  （蓝调之音）
- Jimmy Smith – 特别的客人  （蓝调之音 Japan）
- Booker Ervin – 演出回来  （蓝调之音）
- Herbie Hancock – 我的观点  （蓝调之音）
- Horace Parlan – 快乐的心境  （蓝调之音）
- John Patton （musician）|"Big" John Patton – 约翰走了过来  （蓝调之音）
- Gloria Coleman – 灵魂姐妹  （Impulse!）
- Harold Vick – Steppin' Out! （Harold Vick album）|Steppin' Out!  （蓝调之音）
- "Big" John Patton – 蓝调约翰  （蓝调之音）
- Don Wilkerson – 呼喊  （蓝调之音）
- George Braith – 合二为一  （蓝调之音）
- 玛丽•卢•威廉姆斯 – 安第斯山脉的黑人基督  （Saba/MPS）
- George Braith – Soulstream （George Braith album）|Soulstream  （蓝调之音）
- Bobby Hutcherson – 踢球者r  （蓝调之音）
- 李•摩根—寻找新的土地（蓝调之音）
- 乔治•布雷斯 —扩展（乔治•Braith专辑）|扩展（蓝调之音）
- 约翰•巴顿—我感觉（约翰•巴顿专辑）（蓝调之音）
- 拉里•杨—里面的东西（蓝调之音）
- 唐纳德•伯德—我想回家（蓝调之音）

1965年
- 约翰尼•霍奇斯/野生比尔•戴维斯—乔的蓝调（活力）
- Grassella Oliphant—草儿更绿（大西洋）
- “大”•约翰•巴顿—哦宝贝!（专辑）（蓝音符）
- 艺术•艾特—等等,我来了（专辑）|等等,我来了（关注）
- 卢•唐纳森—发霉生锈的（学员）
- 约翰尼•霍奇斯/野生比尔•戴维斯森—翅膀和事物（活力）
- “大”•约翰•巴顿——让他们滚（专辑）|让他们滚（蓝调之音）

1966年
- 乔治•Braith—笑的灵魂（声望）
- “大”约翰•巴顿,“会有一件好事”（蓝调之音）
- 艺术。艾特—“等等,我来了”（关注）
- 斯坦利•图伦丁—糟糕的n次摔倒（蓝调之音）

1969年
- 生锈的科比—生锈的科比回来了（声望）
- 查尔斯• 凯纳德—灵魂兄弟会（声望）
- 威尔逊鲁本—爱Bug（鲁本威尔逊专辑）|爱错误（蓝调之音）
- 帕特森—Brothers-4（声望）
- 帕特森—唐尼布鲁克（声望）
- 帕特森—调整!（专辑）|调整!（声望）

1970年
- 查尔斯•凯纳德——Afro-Disiac（声望）
- Fats Theus——‘’停止（CTI）
- 休斯顿——人与人!（声望）

1973年
- 休斯顿——真正的东西（向东）